# (31637) Bhimaraju
1999 GF32 (asteroide 31637) é um asteroide da cintura principal. Possui uma excentricidade de 0.09325830 e uma inclinação de 1.90931º.
Este asteroide foi descoberto no dia 7 de abril de 1999 por LINEAR em Socorro.